# 蜷川哲平
蜷川 哲平（にながわ てっぺい、1977年5月29日 - ）は、東京都出身のボートレーサー。

## 来歴
80期訓練生として本栖研修所に入り卒業後、1997年デビュー。

2004年2月1日、徳山競艇場にて開催された第18回新鋭王座決定戦でG1初優勝する。
2024年4月29日、通算1000勝を達成。

## エピソード
- 同期には白井英治、鎌田義、平田忠則、重成一人らがいる。

## 獲得タイトル

### GI
- 2004年2月1日、第18回 新鋭王座決定戦（徳山競艇場）